# Bengt-Erik Grahn
Bengt-Erik Grahn (født 30. april 1941 i Dikanäs, død 21. november 2019) var en svensk skiløber. Han deltog for Tärna IK Fjällvinden og vandt seks individuelle svenske mesterkaber i skiløb, tre i storslalom, to i slalom og et i styrtløb. Grahn voksede op i Kittelfjäll.
Grahns bedste placering i den alpine verdenscup er andenpladsen efter Jean-Claude Killy i slalomkonkurrencen i Kitzbühel 1967. Han vandt flere FIS-konkurrencer (forløberne til den alpine verdenscup). Han deltog også ved Vinter-OL i 1960, 1964 og 1968.
Han har efter sin karriere arbejdet som idrætslærer på Lidingö.